# Wrociszew (gromada)
Wrociszew – dawna gromada, czyli najmniejsza jednostka podziału terytorialnego Polskiej Rzeczypospolitej Ludowej w latach 1954–1972.
Gromady, z gromadzkimi radami narodowymi (GRN) jako organami władzy najniższego stopnia na wsi, funkcjonowały od reformy reorganizującej administrację wiejską przeprowadzonej jesienią 1954 do momentu ich zniesienia z dniem 1 stycznia 1973, tym samym wypierając organizację gminną w latach 1954–1972.
Gromadę Wrociszew z siedzibą GRN we Wrociszewie utworzono – jako jedną z 8759 gromad – w powiecie grójeckim w woj. warszawskim, na mocy uchwały nr VI/10/5/54 WRN w Warszawie z dnia 5 października 1954. W skład jednostki weszły obszary dotychczasowych gromad Biskupice Nowe, Biskupice Stare, Budy Opożdżewskie, Opożdżew, Palczew, Palczew Parcela, Wrociszew, Wola Palczewska i Zastuże ze zniesionej gminy Lechanice oraz kolonie Gucin, Wilczeniec i Cwilów z dotychczasowej gromady Gucin ze zniesionej gminy Jasieniec w tymże powiecie. Dla gromady ustalono 13 członków gromadzkiej rady narodowej.
31 grudnia 1959 do gromady Wrociszew przyłączono obszary zniesionych gromad Michałów Górny i Grzegorzewice Nowe (bez wsi Wichradz i Niemojewice) w tymże powiecie.
31 grudnia 1961 z gromady Wrociszew wyłączono kompleks Lasów Państwowych Majdan obejmujący oddziały 217 do 247 o powierzchni 722,55 ha, włączając go do gromady Stromiec w powiecie białobrzeskim w woj. kieleckim.
Gromada przetrwała do końca 1972 roku, czyli do kolejnej reformy gminnej.